# Inibitore della serin proteasi

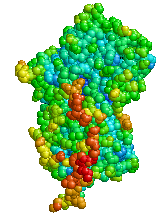
La glicoproteina alfa 1-antitripsina è una delle serpine più importanti

Gli inibitori delle serin proteasi o serpine sono stati il primo gruppo di proteine, aventi struttura simile, a essere identificate come capaci di inibire le serin proteasi. Il nome serpina è un acronimo dell'inglese serine protease inhibitors (inibitori delle proteasi a serina). Le serpine, essendo molto numerose, formano una superfamiglia di proteine.